# محاکمه و مجازات
محاکمه و مجازات (انگلیسی: Trial & Retribution) یک مجموعهٔ تلویزیونی پلیسی-جنایی بریتانیایی است که در سال ۱۹۹۷ منتشر شد.

## گزیدهٔ بازیگران

### اصلی
- دیوید هیمن
- ویکتوریا اسمورفیت
- کیت بافری
- ریچارد دوردن
- جما جونز
- نیکلاس بلین
- کورین ردگریو
- سیمون کالو

### بازیگران میهمان
- لی راس
- ریس ایفانز
- ایان گلن
- ریچارد ئی. گرانت
- جیمز ویلبی
- تیم مک‌اینرنی
- چارلز دنس
- کالین سالمون
- تد باندی
- گرگ وایز
- اندرو لیپاتز
- مایکل براندون
- ایدرین لوکیس
- ویکتوریا همیلتون
- کیم تامسون
- مارچل یورش
- جان لینچ
- بن مایلز
- تام الیس
- جیمی سیوس
- متیو بیرد
- تمسین اگرتون
- وینسنت رگان
- روث گمل
- سالی دکستر
- مایکل فاسبندر